# Telegraph Road
«Telegraph Road» — песня британской рок-группы Dire Straits, написанная Марком Нопфлером и вошедшая в альбом 1982 года Love Over Gold.
Впервые песня была исполнена вживую 22 марта 1981 года в качестве завершающего биса на концерте, открывающем австралийское турне в поддержку альбома Making Movies в Perth Entertainment Centre, Перт. Песня заняла постоянное место в сет-листах концертов как группы Dire Straits, так и Марка Нопфлера.
Песня длится 14 минут и является самой длинной, по крайней мере, из студийных записей ансамбля.
По результатам голосования на сайте TheTopTens «Telegraph Road» занимает #4 среди десяти лучших песен Dire Straits.

## О песне
Текст песни представляет собой своеобразную эпопею о поселении, выросшем вокруг одинокого дома, построенного у дороги. В последних куплетах рассказывается о постигших город упадке и безработице.
Телеграф-роуд — реально существующее шоссе в США, ведущее из штата Огайо в метрополитенский ареал Детройта, официально именуемое Автострада 24.
По словам самого автора, идея песни возникла у него во время автобусной поездки по Телеграф-роуд. Другим источником выступил роман норвежского писателя Кнута Гамсуна «Плоды земли» (1917 г.), сюжетная линия которого в целом повторена в песне. В то же время финальная часть песни, повествующая о безработице и превращении города в город-призрак, имеет явные параллели с историей самого Детройта.

## Отзывы
По мнению Дэвида Фрике (Rolling Stone), «исторический размах и интимная напряжённость песни — становление Америки и крушение надежд простого человека в водовороте её ускоряющегося разрушения — позволили Нопфлеру развернуть широкую палитру неожиданных инструментальных голосов».
«Марк Нопфлер, наверное, впоследствии не написал более красивое и мощное произведение, чем „Telegraph Road“. При её прослушивании в голове вспыхивают картины и образы дождливых ночей, забытых и полузаброшенных дорог, чужих судеб, постепенно разрушаемых прогрессом общества», — отмечено на сайте direst.ru.

## Записи
- Студийная запись на альбоме Love Over Gold (1982). Вошла также в сборник Private Investigations: The Best of Dire Straits & Mark Knopfler (2005).
- Концертная запись на альбоме Alchemy: Dire Straits Live (1984). Перемикшированная версия этой же записи включена в сборник Money For Nothing (1988).

## Состав исполнителей
- Марк Нопфлер — гитара, вокал
- Алан Кларк — орган, фортепиано, синтезатор
- Джон Илсли — бас
- Хэл Лайндерс — ритм-гитара
- Пик Уизерс — барабаны